# Billy Burnette
Billy Burnette est un acteur et guitariste américain, fils de Dorsey et Alberta Burnette, né le 8 mai 1953 à Memphis, dans le Tennessee (États-Unis). Il a joué entre autres avec Fleetwood Mac de 1990 à 1995.

## Antécédents familiaux
Fils de Dorsey Burnette et d'Alberta Burnette, Billy Burnette est né dans une famille de musiciens. Son père et son oncle Johnny Burnette (chanteur des succès de 1960 "Dreamin '" et "You're Sixteen") étaient deux des membres du groupe des années 1950 The Rock and Roll Trio, qui comprenait également Paul Burlison. Johnny avait un fils nommé Rocky, né à l'époque sous le nom de Billy, qui est également devenu musicien. Billy a deux fils. Dorsey William "Billy, Jr." Burnette IV travaille pour Bi-Lotec Publishing. Michael Beau, son plus jeune, est un artiste de Nashville avec un groupe appelé Super Shaker.

## Carrière musicale

### Premier enregistrement
À la fin des années 1950, la famille Burnette a déménagé à Los Angeles, où son père et son oncle ont travaillé avec Ricky Nelson. Nelson avait frappé des chansons avec "Believe What You Say", écrit par Dorsey Burnette et Johnny Burnette, et "It's Late", écrit par Dorsey.
Billy Burnette a fait son premier enregistrement quand il avait sept ans, apparaissant avec Ricky Nelson sur la chanson "Hey Daddy (I'm Gonna Tell Santa On You)" (Dot, 1960).
Il a tourné avec Brenda Lee tout en apprenant à jouer de la guitare. Après avoir obtenu son diplôme d'études secondaires en 1969, son père l'a emmené à Memphis pour rencontrer le producteur de disques Chips Moman, qui avait récemment terminé d'enregistrer les chansons d'Elvis Presley, Suspicious Minds et In the Ghetto. Il est allé à Atlanta avant d'aller à Nashville en 1971 et de collaborer avec Larry Henley. En plus d'écrire des chansons, Burnette a passé trois ans sur la route en tant que guitariste rythmique de Roger Miller.

### Premiers albums jusqu'aux années '80
En 1972, Burnette signe avec Entrance Records et enregistre son premier album, Billy Burnette. En 1979, il passe à Polydor Records et sort son deuxième album, encore une fois intitulé Billy Burnette. Son troisième album, Between Friends (Polydor, 1979), contenait What's a Little Love Between Friends, qui figurait brièvement dans le bas de la liste des succès du Billboard. L'album avait également une version de couverture de (Sittin 'On) The Dock of the Bay" par Otis Redding.
Après avoir signé avec Columbia Records, il a publié le troisième album qui à nouveau s'intitule Billy Burnette (Columbia, 1980), son quatrième album en tout. La chanson "Don't Say No" a atteint la 68e place du Billboard Hot 100. "Honey Hush" et "Tear It Up" ont été interprétés par son père et son oncle. "One Night" était une reprise d'une chanson d'Elvis Presley. Des vidéos ont été réalisées pour les titres "Don't Say No" et "In Just a Heartbeat". L'album Gimme You a suivi en 1981.
En 1985, Eddy Raven ("She's Gonna Win Your Heart") et Ray Charles ("Do I Ever Cross Your Mind") ont atteint les palmarès avec des chansons écrites par Burnette. Parmi les autres artistes qui ont chanté ses chansons, citons Jerry Lee Lewis, les Everly Brothers, Gregg Allman, Loretta Lynn, Charlie Pride, Tanya Tucker et Ringo Starr.
En 1986, Burnette sort Soldier of Love. La piste du titre a culminé au n ° 54 et est restée sur les cartes pendant sept semaines. Il a été nommé pour le meilleur nouveau chanteur masculin par l'Académie de la musique country. En 1987, il écrit (All I Can Do Is) Dream You pour Roy Orbison. Curb a sorti son dernier album de Billy Burnette, Brother to Brother, une compilation avec la chanson titre ajoutée du film Gleaming the Cube.

## Carrière solo, des années '90 à nos jours
En 1992, Burnette a signé avec Capricorn Records, qui a publié Coming Home. Bien que Nothing to Do (and All Night to Do It) ne figurait pas sur l'album, il atteignit le palmarès country du Billboard. Beaucoup de chansons de Coming Home ont été présentées dans le premier film de Burnette dans le film Saturday Night Special. Entre 1994 et 1998, il est apparu dans les films Not Like Us, Carnosaur 3: Primal Species, Casper Meets Wendy,  The Addams Family Reunion et Richie Rich's Christmas Wish.
En 1999, il signe avec Grand Avenue Records et sort All Night Long Are You With Me Baby, un album rockabilly, sur le label Free Falls Entertainment. L'album avait une reprise, Believe What You Say. Entre 2001 et 2005, il a repris Copperhead Road de Steve Earle et Ring of Fire de Johnny Cash. Il a fait une tournée en tant que membre du groupe de Bob Dylan et en 2005 est devenu membre du groupe de John Fogerty.
Après une interruption de ses albums solo, il a sorti Memphis im Manhattan (2006), qui a été enregistré live par Chesky Records à l'église Saint-Peter's Church de New York. L'album comprenait des reprises de Everything Is Broken de Bob Dylan, Oh Well de Fleetwood Mac, Big Hunk of Love d'Elvis Presley, It's Late et Tear It Up de Rick Nelson, et Bye Bye Love par The Everly Brothers.
En 2007, Burnett et Shawn Camp ont publié un hommage bluegrass à Elvis Presley. L'album comprenait treize chansons précédemment enregistrées par Elvis, auxquelles Camp et Burnette ont ajouté leur voix.

## Avec Fleetwood Mac
Burnette a rencontré Mick Fleetwood lors de l'enregistrement du spécial anniversaire de Dick Clark. Quelques mois plus tard, Fleetwood l'invite à rejoindre le groupe Mick Fleetwood's Zoo. Pour l'album de ce groupe, I'm Not Me (RCA, 1983), Burnette a chanté sur I'm Not Me; Angel Come Home, une chanson des Beach Boys; Gimme You, une reprise de sa propre chanson; et Tear It Up, écrit par son père.
En 1982, le groupe Mick Fleetwood's Zoo s'est produit sur Saturday Night Live en tant que groupe d'accompagnement de Lindsey Buckingham, guitariste et chanteur pour Fleetwood Mac. En 1984, Burnette a coécrit la chanson So Excited avec Christine McVie, qui joue des claviers dans Fleetwood Mac. La chanson est apparue sur l'album solo de McVie, et Burnette est apparue avec elle sur MTV pour Christine McVie: The Video Album. Il a chanté sur la chanson "Are You Mine" avec Stevie Nicks de Fleetwood Mac. La chanson était destinée à l'album Rock a Little de Nicks mais n'était pas incluse. Christine McVie et Mick Fleetwood se sont produits sur l'album Try Me de Burnette (Curb, 1985). Deux chansons ont réussi le Billboard Hot 100: "Try Me" et "Ain't It Just Like Love"
Lorsque Lindsey Buckingham et Fleetwood Mac se séparent en 1987, Burnette et le guitariste Rick Vito sont invités à rejoindre le groupe. Après la tournée Shakin 'the Cage, Fleetwood Mac a sorti un album Greatest Hits (1988), comprenant deux nouvelles chansons avec Burnette et Vito: "As Long as You Follow" et "No Questions Asked". Pour leur prochain album, Behind the Mask, Burnette a écrit "Hard Feelings" et "When It Comes to Love" et a coécrit "In the Back of My Mind", "Do You Know" et "When the Sun Goes Down". .
Vito et Nicks ont quitté Fleetwood Mac à la fin de 1991 et Christine McVie a décidé de prendre une pause dans les tournées. Burnette a aidé le bassiste de Fleetwood Mac John McVie avec son premier album solo. En 1994, Burnette retrouve Fleetwood Mac. Le groupe comptait deux nouveaux membres, le chanteur Bekka Bramlett et le guitariste Dave Mason. Le groupe part en tournée pour soutenir l'album Time (1995). Burnette a écrit "Talkin 'to My Heart" et "I Got It in for You" avec Deborah Allen. Avec Bramlett, il a écrit "Dreamin 'the Dream". La première tournée s'est avérée être une décision marketing désastreuse et a entravé la vente d'albums et de billets.
Après que Fleetwood Mac ait été suspendu en 1995, Burnette et Bramlett ont formé le duo country Bekka & Billy. Ils ont déménagé à Nashville et ont attiré l'attention du producteur Garth Fundis. Ils ont sorti l'album Bekka et Billy en 1997 mais ils se sont séparés en 1998.

## Discographie

### Albums solo
- 1972 : Billy Burnette (Entrance)
- 1979 : Billy Burnette (Polydor)
- 1979 : Between Friends (Polydor)
- 1980 : Billy Burnette (Columbia)
- 1981 : Gimme You (Columbia)
- 1985 : Try Me (Curb)
- 1986 : Soldier of Love (Curb)
- 1988 : Brother to Brother (Curb)
- 1993 : Coming Home (Capricorn)
- 1997 : Bekka & Billy (Almo) - Avec Bekka Bramlett
- 1999 : All Night Long (Grand Avenue)
- 2000 : Are You With Me Baby (Free Falls)
- 2006 : Memphis in Manhattan (Chesky)
- 2007 : The Bluegrass Elvises, Volume 1 (American Roots) - Avec Shawn Camp
- 2011 : Rock & Roll With It (Rock & Roll With It)

### Fleetwood Mac
- 1988 : Greatest Hits (WEA/Warner Bros.) - Guitare et chœurs sur As Long as You Follow et No Questions Asked.
- 1990 : Behind the Mask (WEA/Warner Bros.)
- 1992 : 25 Years: The Chain (Warner Bros.)
- 1995 : Time (WEA/Warner Brothers)
- 2002 : The Very Best of Fleetwood Mac (Reprise)

### Contributions
- 1984 : I'm Not Me de Mick Fleetwood's Zoo, (RCA)
- 1985 : Just One of the Guys - Artistes variés - Billy Burnette Way Down (Elektra)
- 1986 : Summer School Original Motion Picture Soundtrack - Artistes variés - Billy Burnette Get An Education (Chrysalis)
- 1989 : Homer and Eddie (Original Motion Picture Soundtrack) - Artistes variés - Billy Burnette How Far Can You Go?- (Apache)
- 1992 : Gotta Band de John McVie - Avec Lola Thomas (Warner Bros.)
- 1999 : Bikers' Choice, Vol. 1 de Steel Cowboys (Intersound)
- 2002 : Dressed in Black: A Tribute to Johnny Cash - Artistes variés - Billy Burnette Ring Of Fire (Dualtone)
- 2004 : In the Meantime de Christine McVie (Koch)

## Filmographie
- 1987 : Tango in the Night : Lui-même
- 1994 : Saturday Night Special : Travis
- 1995 : Not Like Us : Jody
- 1996 : Carnosaur 3 (Carnosaur 3: Primal Species) : Furguson
- 1998 : Casper et Wendy (Casper Meets Wendy) (TV) : Chef cuisinier
- 1998 : La Famille Addams : Les retrouvailles (Addams Family Reunion) (vidéo) : Serveur au bal
- 1998 : Richie Rich's Christmas Wish (vidéo) : Nigel
- 2006 : John Fogerty – The Long Road Home in Concert : Lui=même
- 2008 : John Fogerty – Live at the Royal Albert Hall : Lui-même